# Priorado de Whithorn
Priorado de Whithorn era um mosteiro escocês medieval que também servia como catedral, localizado na 6 Bruce Street em Whithorn, Wigtownshire, Dumfries e Galloway.

## História

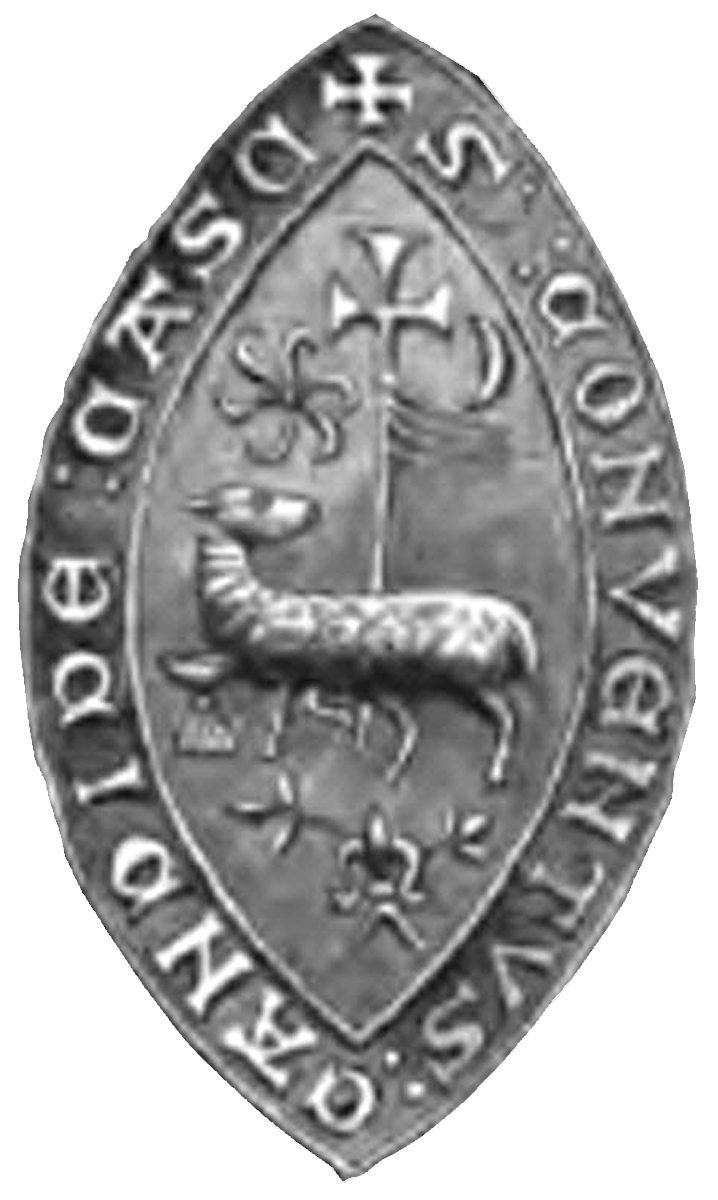
Selo do Priorado de Whithorn.

O priorado foi fundado em meados do século XII por Fergus, o Lorde de Galloway, durante o reinado do rei David I da Escócia, inicialmente para uma comunidade de cônegos regulares agostinianos. Por volta de 1175, os monges foram substituídos por cônegos regulares premonstratenses, conhecidos coloquialmente na Grã-Bretanha como os Cônegos Brancos. Algum tempo antes de 1161, os premonstratenses foram estabelecidos na Abadia de Soulseat.
Os cônegos de Whithorn formaram o capítulo da catedral da Diocese de Galloway, que foi restabelecido quase na mesma época, também por Fergus, a antiga sucessão de bispos tendo morrido nos séculos VIII ou IX. O prior estava próximo em posição ao bispo, como pode ser visto pela ordem dos signatários de uma carta episcopal no início do século XIII; e a comunidade gozava do direito de eleger o bispo, embora esse direito fosse ocasionalmente anulado em favor do clero secular pelo Arcebispo de Iorque, da qual Galloway foi uma sé sufragânea por vários séculos.
A lista completa de priores não foi preservada. Entre eles estavam: Maurice, que jurou fidelidade ao rei Eduardo I da Inglaterra em 1296; Gavin Dunbar (1514), que ascendeu a Arcebispo de Glasgow; e James Beaton, sucessivamente Arcebispo de Glasgow e de St. Andrews, e chanceler do reino. Whithorn foi por muito tempo um notável local de peregrinação, devido à sua conexão com a venerada memória de São Niniano.
Muitos soberanos escoceses, entre eles Margarete (rainha de Jaimes III), Jaimes IV e Jaimes V, fizeram repetidas peregrinações ao santuário do santo e deixaram ricas ofertas para trás. O mosteiro, assim dotado, tornou-se opulento, e sua renda em sua dissolução sob a Reforma Escocesa foi estimada em mais de £ 1.000. Possivelmente como resultado, o priorado foi colocado sob o governo de um prior comendatório em 1516. O último prior católico, Malcolm Fleming (falecido em 1568), foi preso em 1563 pelo crime de rezar missa.
Toda a propriedade do priorado foi transferida para a Coroa pelo ato de anexação de 1587 e foi concedida em 1606 pelo rei Jaime VI ao ocupante da Sé de Galloway quando ele estabeleceu o episcopalismo na Escócia naquele ano.

## Dissolução

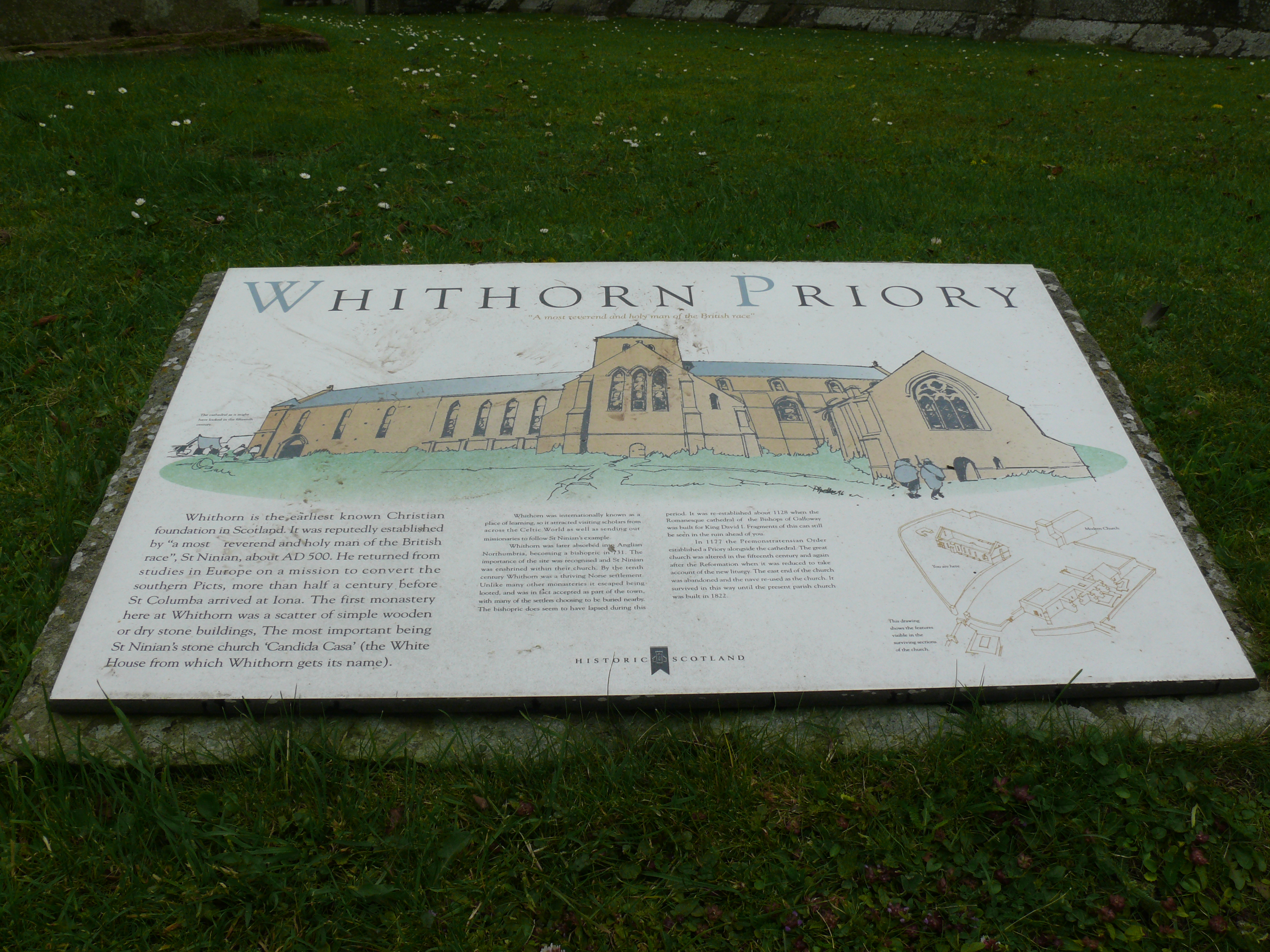
Placa informativa da Historic Scotland.

As terras do mosteiro continuaram a pertencer ao bispado até a Revolução de 1688, época em que essa sé era a mais rica do reino, depois de St. Andrews e Glasgow. A igreja do priorado, que também servia como catedral da diocese, tinha uma longa nave sem corredores, um coro com aproximadamente o mesmo comprimento e uma capela para senhoras além. Thomas Sydserf, bispo de Galloway de 1635 a 1638, empreendeu uma ambiciosa remodelação da nave.
Em 1684, a nave e a torre ocidental ainda estavam intactas, mas os restos existentes consistem apenas da nave sem teto e das extensas criptas abobadadas construídas sob a extremidade oriental da igreja. O 3º Marquês de Bute realizou a restauração que foi possível.
O complexo é agora um monumento marcado.

## Galeria

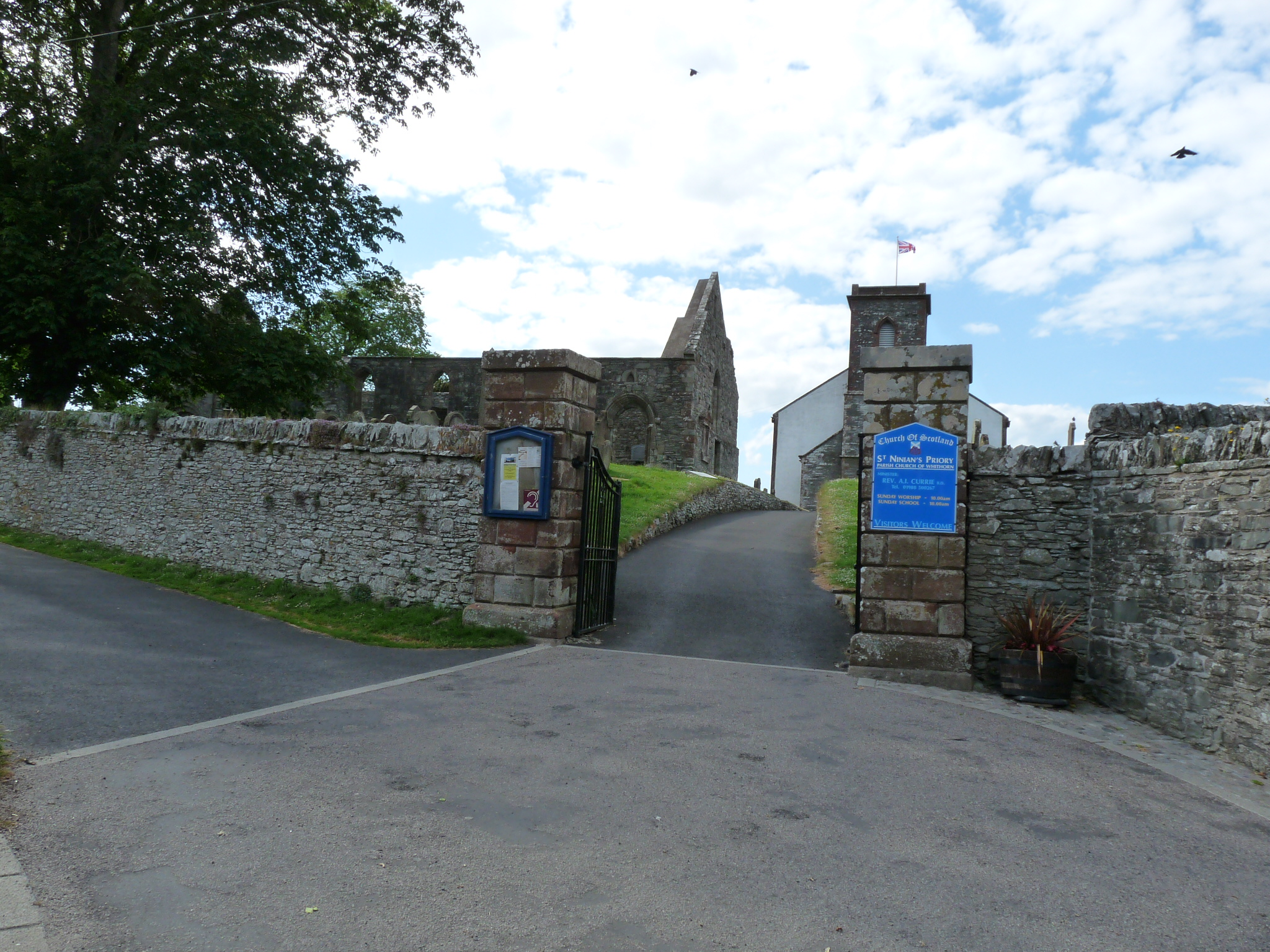
Priorado de São Niniano da Bruce Street.
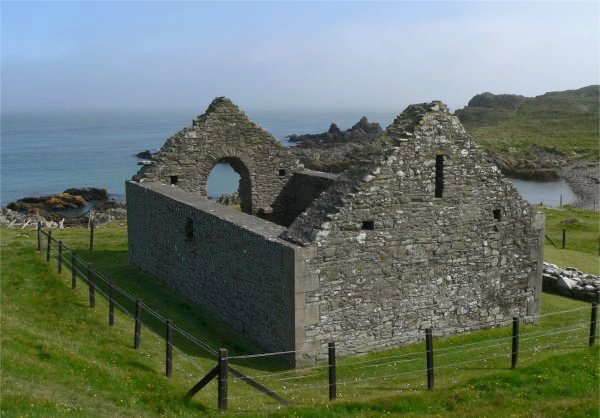
Capela de São Niniano.